# Arthur Wallis Exell
Arthur Wallis Exell (21 de mayo de 1901, Birmingham - 15 de enero de 1993) fue un botánico y curador británico.
Era hijo de William Wallis y de Jessie Holmes. Obtiene su Maestría en el Colegio Emmanuel de Cambridge en 1926 y un Doctorado en la Universidad de Coímbra, Portugal, en 1962.
Se casa con Mildred Alice Haydon el 14 de agosto de 1929. Trabaja en el departamento de botánica del Museo de Historia Natural de Londres de 1924 a 1939, y de 1950 a 1962. Y en el Ministerio de Relaciones Internacionales de 1940 a 1950.
Exell fue coeditor de Flora Zambesiaca a partir de 1962.

## Algunas publicaciones
- Mr. John Gossweiler's Plants from Angola and Portuguese Congo, 1926–1929 (Jl. of Bot. Suppl.)[1]

- Two new species of Terminalia from the Austral Islands and Mangareva 1936

- Conspectus Florae Angolensis, 1937 (con otros autores)

- Parmi d'autres auteurs Conspectus Florae Angolensis 1937

- Catalogue of the Vascular Plants of Sao Tomé, 1946

- A Revision of the Genera Buchenavia and Ramatuella. Bull. of the British Museum – con Clive Anthony Stace 1963

- Joanna Southcott at Blockley and the Rock Cottage Relics 1977

- Exell, Arthur Wallis (1984). «In Memory of Francisco de Ascensão Mendonça». Garcia de Orta, Série de Botânica 1 (1–2): 1-6. ISSN 0379-9506.

- History of the Ladybird: With some Diversions on This and That (1989)[2]

- Old Photographs of Blockley, Chipping Campden, Chipping Norton and Moreton in Marsh – Arthur Wallis Exell 1983

Exell se consagra al estudio de la flora del golfo de Guinea y del África tropical, especialmente la familia Combretaceae.

## Honores
- Miembro de la Sociedad linneana de Londres y de otras sociedades científicas

### Epónimos
Género
- (Annonaceae) Exellia Boutique[3]

Especies
- (Acanthaceae) Barleria exellii Benoist[4]
- (Amaranthaceae) Hermbstaedtia exellii (Suess.) C.C.Towns.[5]
- (Anisophylleaceae) Anisophyllea exellii P.A.Duvign. & Dewit[6]
- (Annonaceae) Piptostigma exellii R.E.Fr.[7]
- (Anthericaceae) Anthericum exellii Poelln.[8]
- (Asclepiadaceae) Marsdenia exellii C.Norman[9]
- (Asteraceae) Anisopappus exellii Wild[10]
- (Balsaminaceae) Impatiens exellii G.M.Schulze[11]
- (Combretaceae) Combretum exellii Jongkind[12]
- (Crassulaceae) Kalanchoe exellii Raym.-Hamet[13]
- (Geraniaceae) Geranium exellii J.R.Laundon[14]
- (Fabaceae) Perlebia exellii (Torre & Hillc.) A.Schmitz[15]
- (Loranthaceae) Phragmanthera exellii Balle ex Polhill & Wiens[16]
- (Malvaceae) Hibiscus exellii Baker f.[17]
- (Melastomataceae) Memecylon exellii A.Fern. & R.Fern.[18]
- (Orchidaceae) Tridactyle exellii P.J.Cribb & Stévart[19]
- (Rubiaceae) Pavetta exellii Bremek.[20]
- (Rubiaceae) Psychotria exellii R.Alves, Figueiredo & A.P.Davis[21]
- (Rubiaceae) Sabicea exellii G.Taylor[22]

- La abreviatura «Exell» se emplea para indicar a Arthur Wallis Exell como autoridad en la descripción y clasificación científica de los vegetales.[23]